# Українці Торонто
Украї́нці Торо́нто — особи українського походження, народжені в Канаді чи прибулі до країни, які проживають у місті Торонто.
Порівняно із Західною Канадою, українці почали пізніш селитися в місті Торонто — з 1903 року. Розвиток промисловості і попит на робітничу силу притягав до міста українське сільське населення із Західної Канади, а ще більше — емігрантів з Європи після Першої, а особливо після Другої світової війни. Головно самітні чоловіки й жінки, українці знаходили працю на залізниці й новобудовах, у домашній обслузі тощо. За переписом населення число українців м. Торонто зростало зі значним прискоренням від 1950-х років. (у тисячах): 1911 — 0,1, 1921 — 1,2, 1931 — 5,1, 1941 — 12,3, 1951 — 30,4, 1961 — 46,8, 1971 — 60,8, приблизні дані на 1978 — 80. Число українців за першими переписами надто занижені, бо більшість подавала себе за австрійців, галичан, росіян, буковинців, волиняків або поляків. Після початку повномасштабного вторгнення чисельність українців в Торонто значно зросла, оскільки Уряд Канади запустив програму Canada-Ukraine Authorization for Emergency Travel  для легшого перетину кордону людям з українським паспортом.

## Демографія
Динаміка чисельності населення українського походження у м. Торонто та агломерації:
|      | місто  | місто | агломерація | агломерація |
| 1921 | 1 149  | 0,2 % | 1 247       | 0,2 %       |
| 1961 | 26 097 | 3,9 % | 46 650      | 2,6 %       |
| 1971 | 22 620 | 3,2 % | 60 755      | 2,3 %       |
| 1996 |        |       | 95 500      | 2,3 %       |
| 2001 |        |       | 104 485     | 2,2 %       |
| 2006 |        |       | 122 510     | 2,4 %       |
| 2021 | 61 560 |       | 122 925     |             |

У 1971 серед українців Торонто уродженці Канади становили 65 %, Європи — 34 %. За перших десятиріч українці оселилися головно у центральній, а потім у південно-західній частині міста, згодом переходили до кращих дільниць, головним чином на заході та півночі — і навіть поза межі самого Торонто.

## Рідна мова
У 1971 році 32 800 (54 %) осіб українського походження визнавало за рідну мову українську, 25 900 (42,7 %) — англійську, 1200 (3,3 %) — іншу. Мовній асиміляції підпадають головно українці, народжені в Канаді, більше жінки, ніж чоловіки. За віровизнанням українці Торонто спочатку були майже однорідно греко-католики, пізніше зайшли істотні зміни і перепис 1971 засвідчує такий стан (у тис. і %): українці-католики — 23,6 (37,8 %), українці греко-православні — 11,7 (19,2 %), римо-католики — 8,5 (14 %), протестанти З'єднаної церкви — 5,5 (9,1 %); англікани — 3,3 (6,2 %), пресвітеріяни — 1,2 (1,9 %), баптисти — 1,0 (1,8 %), інші і невизначені — 6,1 (10 %). Головні чинники, що впливають на мовну і релігійну асиміляцію — чуже оточення, школи та мішані подружжя.

## Соціальна структура

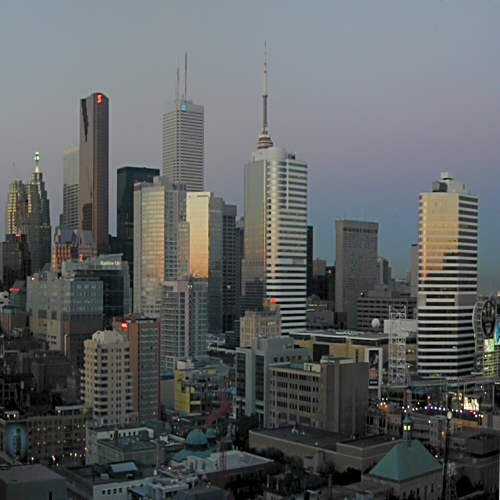
Центр міста

Соціальна структура українських громадян Торонто зазнала значних змін. За перші роки поселення це були переважно некваліфіковані, низько оплачувані робітники. Щойно за Першої світової війни витворилася верства кваліфікованого робітництва, ремісників, дрібних підприємців. Серед еміграції з Європи по першій світовій війні до Торонто прибула значна кількість колишніх вояків українських армій, серед них чимало осіб із середньою і навіть вищою фаховою освітою, а з канадських університетів вийшли перші українські професіонали. Багато з них включилося в різні ділянки культурного і господарського життя.
З 1971 соціальний склад українців Торонто майже дорівнює соціальному складу всього населення міста. Приблизно 30 % українців працюють на промислових підприємствах, 25 % у різних галузях обслуги, 14 % у торгових закладах, 7 % на транспорті, 6 % в адміністрації, 4 % в будівництві; решта (14 %) в інших галузях.
По Другій світовій війні зросла група українських професіоналів, яка у 1978 нараховувала понад 200 адвокатів, понад 100 лікарів, близько 50 дентистів, понад 200 інженерів, кількасот учителів, бібліотекарів тощо, — але українців відносно мало серед високошкільної професури, фінансистів, державних службовців.
Великим здобутком українців Торонто в господарській ділянці — це 16 кредитових спілок з мільйонними оборотами (найстарша з 1944), найбагатша з них «Українська Кредитова Спілка» при філії УНО в Торонто, також банкове підприємство «Community Trust Co.», промислові й торгові підприємства, десятки готелів, сотні крамниць тощо. Дуже активний Клуб Українських Професіоналістів(sic) і Підприємців (заснований 1935; близько 500 чл.) об'єднує канадців українського походження без уваги на партійні й релігійні переконання; мета його — сприяти розвиткові й зміцненню українських культурних й економічних надбань.

## Церковне життя й шкільництво
Найраніше українці Торонто організували церковне життя й шкільництво. У 1906 постала перша парафія Греко-католицької церкви, а в 1913 побудовано у західній частині міста першу греко-католицьку церкву св. Йосафата — зараз катедральний собор. 
У 1971 р. греко-католиками були 38,8 % українців Торонто, православними 19,3 %, римо-католиками 14,0 %, ще 16,2 % належали до протестантських деномінацій. Порівняно з 1931 р. значно скоротилася частка греко-католиків (з 57,4 %), а зросла частка православних (з 10,6 %) та протестантів.
Нині в місті 11 греко-католицьких парафій. З 1948 Торонто стало осередком української католицької єпархії Східної Канади, з власним видавництвом з друкарнею — і видає тижневик «Наша Мета». Василіяни обслуговують дві парафії, мають друкарню і видавництво: україномовний місячник «Світло» та англомовний — «Beacon». Редемптористи обслуговують парафію св. Євхаристії, Сестри служебниці мають у місті свій провінціальний дім — і здебільшого працюють у шкільництві. При парафіях зосереджується значна частина українського громадського життя («рідні школи» і курси українознавства, хори, мистецькі клуби, кредитові кооперативи тощо).
Українська православна церква Канади створила свою першу церковну громаду в 1931: перший церковний будинок набула у 1938, а у 1948 відкрила катедру св. Володимира. У місті діють 4 українські православні громади. З 1953 Торонто є осередком Української греко-православної єпархії Східної Канади. Інститут св. Володимира має гуртожиток для студентів, бібліотеку і музей. Українські протестанти мають 5 церков і видають 3 періодичні журнали: «Євангельський ранок», «Євангельська Правда», «Євангелист», «Свідок правди».

## Післявоєнне життя
Організоване українське життя поступово зростало — і по Другій світовій війні своєю динамікою випередило дотеперішню т зв. «столицю українців Канади» — Вінніпеґ. До перших світських організацій належала Читальня ім. Т. Шевченка (з 1917; пізніше перейменована на Український Народний Дім); 1924 прихильники гетьманського руху організували Союз Гетьманців-Державників, 1928 колишні ветерани українських армій — Українську Стрілецьку Громаду, навколо якої постали: Українське Національне Об'єднання (УНО), Організація Українок Канади (ОУК), Молоді Українські Націоналісти (з 1960-х pp. — Молодь Українського Національного Об'єднання — МУНО). При деяких українських католицьких церквах діють відділи Братства Українців Католиків Канади (БУК), Ліґи Українських Католицьких Жінок (ЛУКЖ) і Українське Католицьке Юнацтво (УКЮ). Православні гуртуються в Товаристві Українських Самостійників (ТУС), Союзі Українок Канади (СУК) і Союзі Української Молоді Канади(СУМК), діяльність яких координує Союз Українських Самостійників (СУС).

## Післявоєнна еміграція
Українська еміграція, що прибула з Європи по другій світовій війні, частково влилася в наявні організації, частково перенесла на канадський ґрунт організації з Європи чи створила нові: Ліґу Визволення України (ЛВУ), Спілку Української Молоді (СУМ), Пласт, Об'єднання Демократичної Української Молоді (ОДУМ), Спортове Товариство «Україна», а також різні ветеранські (Союз бувших Українських Вояків у Канаді, Український Відділ Канадського Легіону, Братство колишніх Вояків 1-ї Української Дивізії УНА та ін.) і професіональні (Відділ Українського Лікарського Товариства в Канаді, Об'єднання Українських Письменників «Слово», Товариство Українських Інженерів Канади, Об'єднання Українських Педагогів Канади, Клуб Українських Професіоналістів і Підприємців) та ін.
Торонто є осідком централей майже всіх новозаснованих у Канаді товариств і перенесених до нього раніше створених організацій в ін. м. (Головна Управа Української Стрілецької Громади, Крайова Екзекутива УНО тощо). Тут також міститься канцелярія Світового Секретаріату Конгресу Вільних Українців (з 1973), відділ Суспільної Служби Українців Канади — і для українців старшого віку пансіон ім. І. Франка (2 доми). Поза рамками українського життя в Торонто стоять комуністи, у 1930-х роках дуже активна і бойова група під назвою Товариство Укр. Робітничо-Фармерський Дім(ТУРФДім), яка по другій світовій війні змінила назву на Товариство Об'єднання Укр. Канадців (ТОУК). Завдяки повоєнній іміґрації українців вона втратила своє значення, але все ще має свій власний дім і видавництво.

## «Рідна школа»
Шкільництво Торонто організоване в системі т. зв. «рідних шкіл» (1978 їх було 18), в яких навчають дітей української мови, релігії та різних українознавчих предметів і середньошкільних 4—5-річних курсів українознавства (9), першими з яких були курси ім. Г. Сковороди (1951—1978 під керівництвом Олександри Копач). Навчання відбувається здебільша увечері й у суботу. Фінансують шкільництво церкви та світські організації, зокрема Українське Національне Об'єднання, Ліґа Визволення України, Відділ Комітету Українців Канади та ін. При українських католицьких церквах св. Йосафата (з 1961) і св. Димитрія діють цілоденні католицькі школи (1—8 класи), у яких крім інших предметів, навчають також української мови і релігії. У навчальному 1969—1970 р. в початкових «рідних школах» було 104 вчителі і 2160 учнів, а на середньошкільних курсах українознавства — 47 учителів і 1099 учнів. Є також дитячі садки. 
Української мови навчають і в кількох онтарійських середніх школах та в Йорському Університеті. У Торонтському Університеті з 1950-х років існують курси української мови, літератури та культури, а в 1979 засновано окрему кафедру українських студій, фундовану частково Федерацією Українських Професіоналістів і Підприємців; діє філія Канадського Інституту Українських Студій в Едмонтоні. В обох університетах Торонто є також Українські Студентські Клуби (бл. 500 чл.). Діють — Наукове Товариство ім. Т. Шевченка (з 1950), українські бібліотеки: найстарша з них в Українському Народному Домі, а найбільша в Українському Національному Об'єднанні — а також Укр. Дослідно-інформаційна бібліотека «Україніка» СУМ-у, Інституту св. Володимира та інші. Торонтський Університет має одну з найбільших в Півнїчній Америці колекцію україністики. З 1950 Торонто є осідком Патронату НТШ-Сарсель, який збирає фонди на видання «Енциклопедії Українознавства».

## Видавництва
Торонто є найважливішим українським видавничим центром Канади. Тут є близько 10 видавництв, 5 друкарень, 3 книгарні тощо; виходять тижневики: «Вільне Слово», «Гомін України», «Наша Мета», «Новий Шлях», комуністичне «Життя і Слово» (з 1965); двотижневик «Батьківщина», 5 місячників, двомісячник «Вісті Комбатанта», квартальник «Пластовий шлях», кілька англомовних періодиків тощо. З інших засобів інформації є 4 українські радіопрограми, у тому числі 2 щоденні: «Пісня України» на українські теми — і «Прометей» та україномовні тижневі телевізійні програми.

## Культура
Музичне життя зосереджується навколо Інституту ім. М. Лисенка і товариства «Український Музичний Фестиваль», який щороку влаштовує фестивалі і має своє музичне видавництво. При українських організаціях і парафіях діють ансамблі бандуристів, вокально-музичні й танцювальні групи та драматичні гуртки. З 1953 діє самодіяльний театральний колектив «Заграва», з 1978 Українсько-Канадське Оперне Товариство. 
З ініціативи українців Л. і 3. Коссарів у Торонто засновано Провінційну Раду Народного Мистецтва «Ontario Folks Art Council», яка щороку влаштовує у червні фестивалі національні групи під назвою «Каравана», в яких беруть участь українці (5 павільйонів). Виступи мистецьких ансамблів відбуваються також щорічно на Всеканадській Національній Виставці (англ. Canadian National Exhibition (CNE)). Там таки влаштовуються й мистецькі виставки.
Починаючи з 1995 року в Торонто відбувається щорічний осінній український фестиваль в районі Блюр-Вест-Віледж, коли протягом 3-х днів перекривається частина вулиці Блюр, яка заповнюється ятками українських організацій, дистрибюторами українських страв, вишивок, книжок та атрибутики, а також тисячами гостей, які мають змогу побачити виступи музичних груп, співаків, танцювальних ансамблів на двох або трьох сценах. Фестиваль відкривається парадом, де традиційно присутні високі офіційні гості та діячі української громади.
У Торонто є ґалерії українського образотворчого мистецтва «Фокус» та «Канадсько-Українська Мистецька Фундація» і ґалерія при Інституті св. Володимира. У Торонто жив і творив один з найвизначніших канадських образотворчих мистців українського походження Василь Курилик (1927—1977). У палаці «Каса Лома» є (з 1969) відділ української культури з постійною виставкою і кількома музейними збірками, головно з народного мистецтва. З архітектурних споруд м. Торонто помітні церква Пресвятої Евхаристії в українському модерному стилі (проект Р. Жука, розмалювання М. Левицького), церква св. Миколая з поліхромією у традиційному візантійському стилі (мистець І. Дикий) і церква св. Володимира з мальовилами М. Дмитренка. У головному парку міста «Гай-парк» (англ. High Park) стоїть пам'ятник Лесі Українки скульптора М. Черешньовського).